# ديفيد كورت
ديفيد كورت (بالإنجليزية: David Court)‏ (1 مارس 1944 في المملكة المتحدة - ) هو لاعب كرة قدم بريطاني في مركز جناح ‏. لعب مع نادي أرسنال ونادي بارنت ونادي برينتفورد ونادي لوتون تاون.

## وصلات خارجية
- ديفيد كورت على موقع قاعدة بيانات كرة القدم.إي يو (الإنجليزية)